# Калвера (нейтронная звезда)
Калве́ра или Кальве́ра — неформальное название нейтронной звезды 1RXS J141256.0+792204, расположенной в созвездии Малой Медведицы. Была открыта в 2007 году астрономами из университета штата Пенсильвания (США) и канадского университета Макгилла. Звезда относится к классу изолированных нейтронных звёзд — она не является членом двойной системы, а также не обнаружено никаких следов вспышки сверхновой, сопровождавшей её рождение. Звезда была обнаружена по излучению в рентгеновском диапазоне.
В 2010 году у Калверы были открыты пульсации с периодом 59 мс, благодаря чему было подтверждено, что объект является нейтронной звездой.
Калвера стала восьмой по счёту обнаруженной изолированной нейтронной звездой и самой близкой из них к Земле. Семь изолированных нейтронных звёзд, обнаруженных ранее, известны как Великолепная семёрка. По этой причине Калвера получила своё название по имени одного из персонажей фильма «Великолепная семёрка».